# John Brown's Body

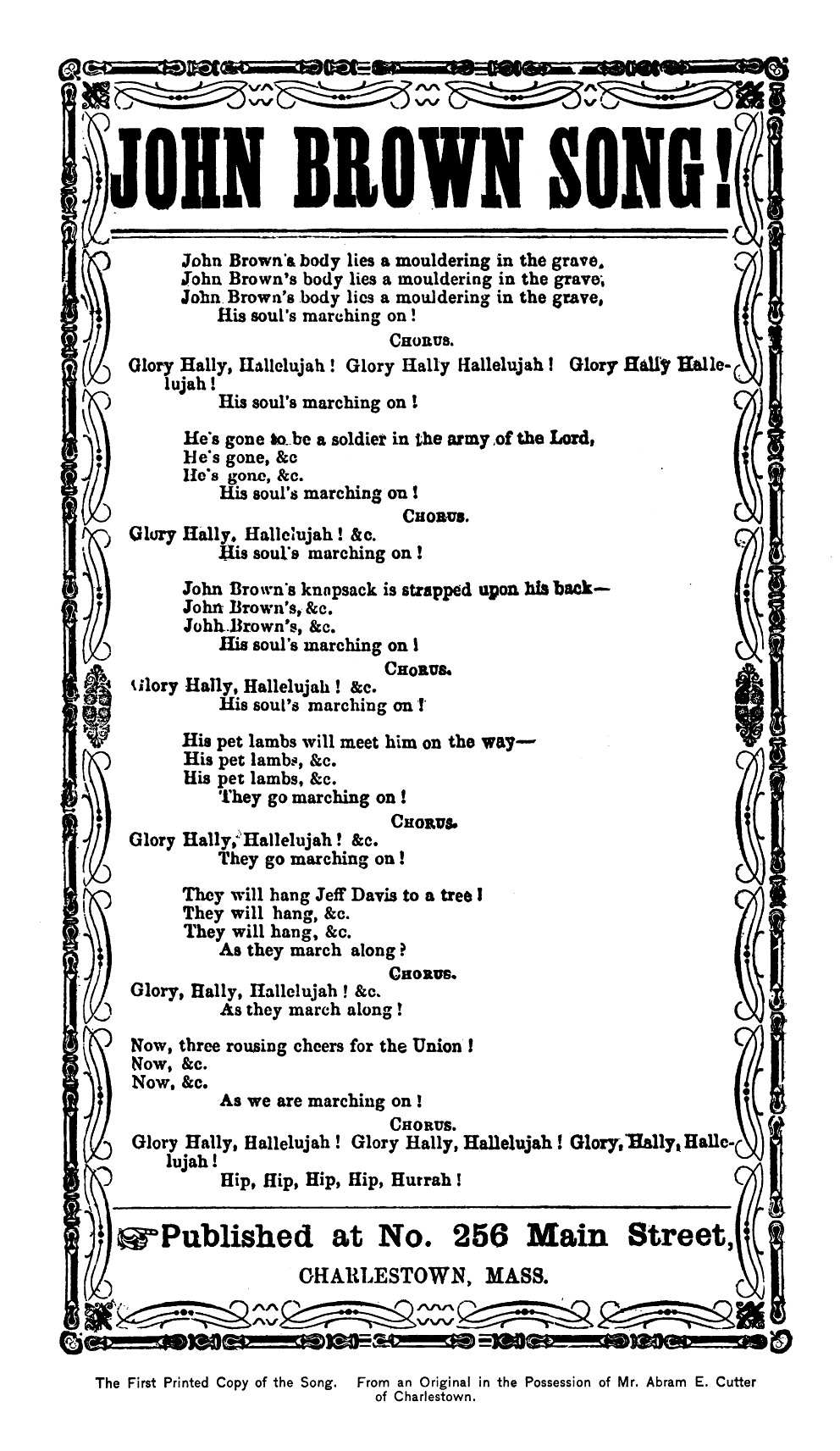
Les paroles originales de John Brown's Body.

John Brown's Body, à l'origine John Brown's song, est une marche composée en l'honneur de l'abolitionniste John Brown. Elle a été populaire dans l'Union lors de la guerre de Sécession. 
Sa « saveur rude, possiblement irrévérencieuse » (flavor of coarseness, possibly of irreverence) trouble les gens de l'époque. Plusieurs variantes du texte sont composées dans le but de le rendre plus acceptable, plus littéraire. The Battle Hymn of the Republic est la variante la mieux connue ; Julia Ward Howe l'a écrite à la suggestion d'un ami.
Selon l'explication donnée dans le second volet de la série documentaire en 7 épisodes sur la guerre de sécession, réalisée par Ken Burns (également coproducteur avec Ric Burns) et diffusée sur Arte, l'origine de l'hymne John Brown's Body est la suivante : "Dans sa chambre de l'hotel Willard à Washington, la poétesse Julia Ward Howe est réveillée en sursaut au beau milieu d'un rêve dont elle se souvient dans les moindres détails. La veille elle a vu défiler un régiment de la Nouvelle Angleterre, aux accents de John Brown's Body et elle s'est endormie avec ce chant militaire dans la tête. En pleine nuit, elle note rapidement les vers que lui inspire le rêve qu'elle vient de faire. Elle vendra ce poème à la revue Atlantic Monthly, pour la somme de 4 $. Il deviendra l'hymne de l'Union."